# Heiken-ji

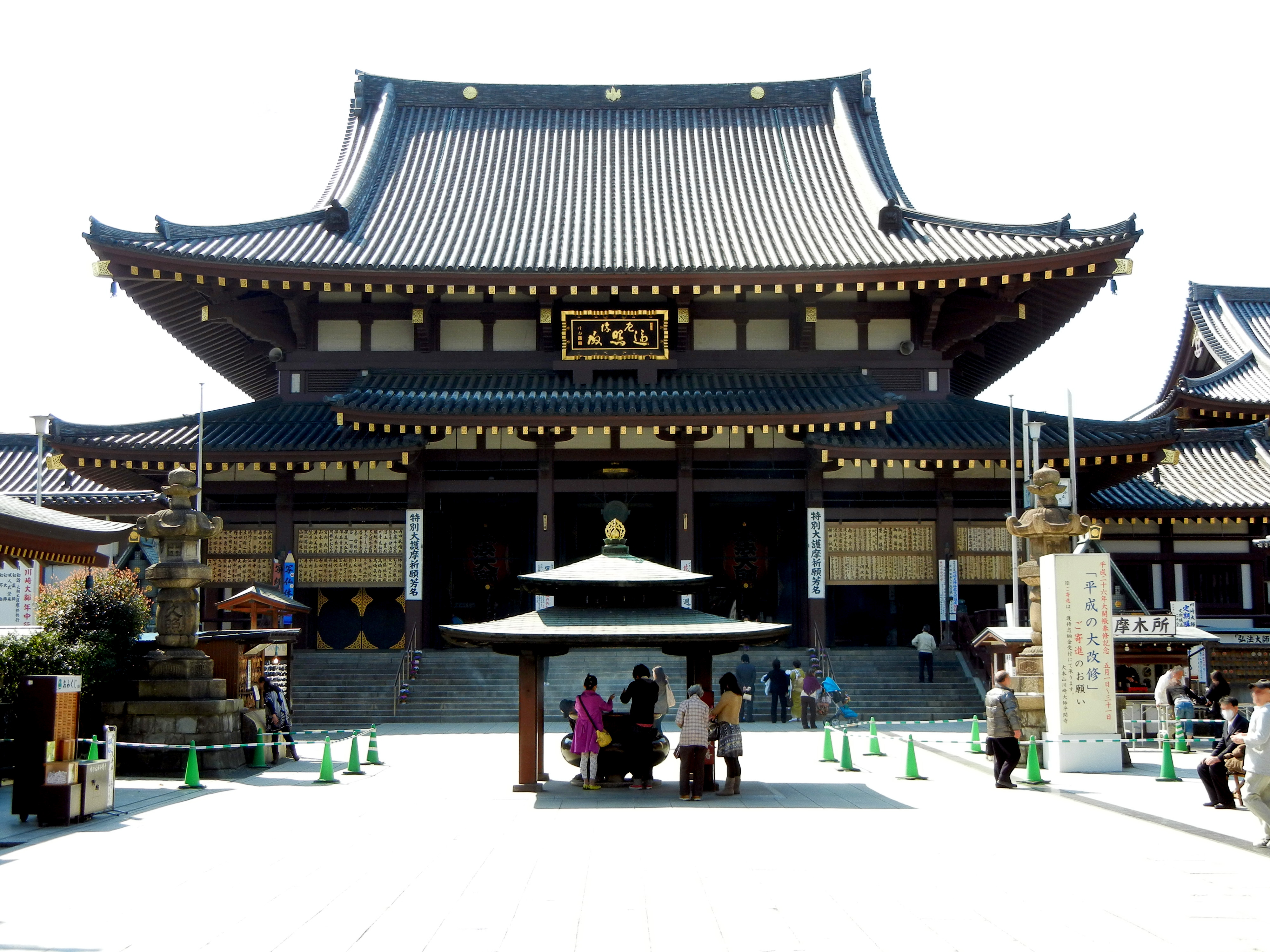
Die Große Haupthalle (大本堂, dai-hondō) des Tempels ist im Baustil der Heian-Zeit gehalten.

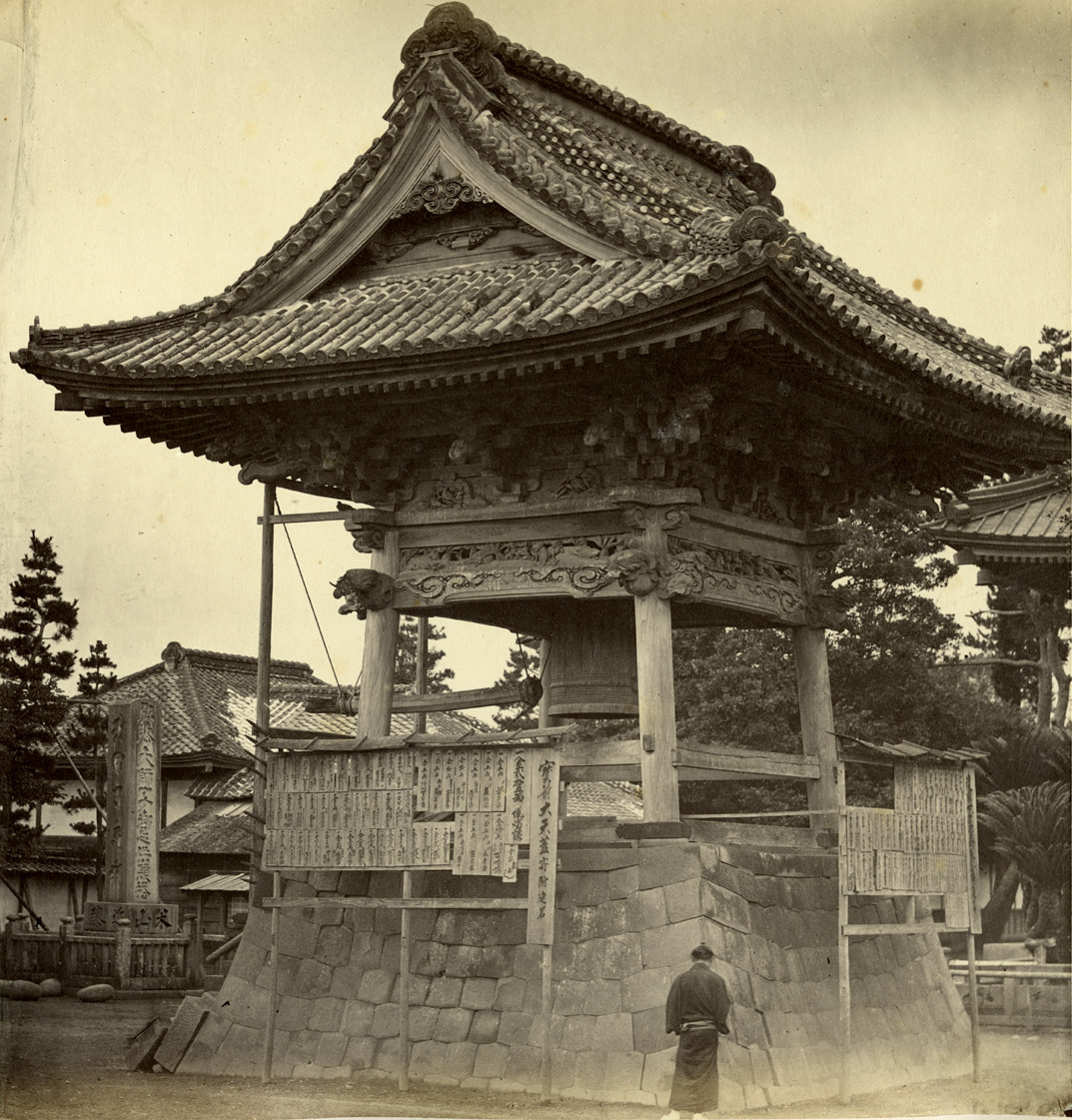
Fotografie des Glockenturms (鐘楼堂, shōrō-dō) von Felice Beato

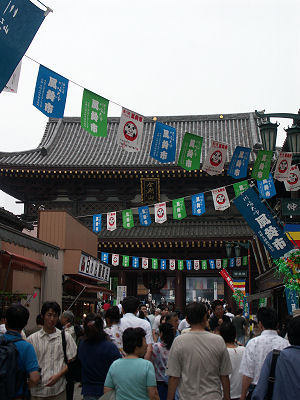
Das Kawasaki-Windspiel-Fest (2006) findet jedes Jahr vom 18. bis zum 22. Juli statt und gehört zu den Hauptattraktionen des Tempels.

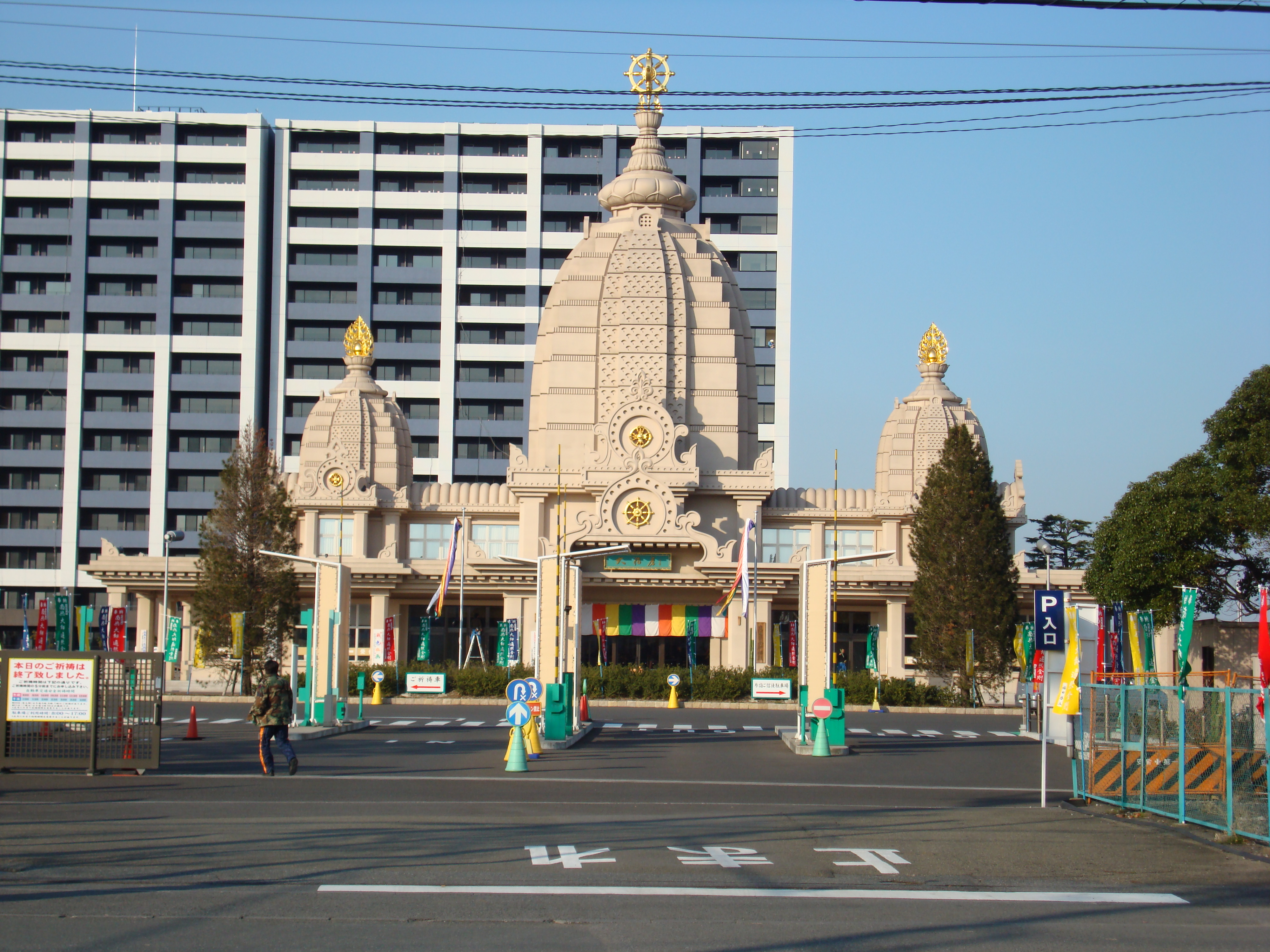
Das Jidōshakōtsūanzenkitōden ("Gebäude für Gebete für die Sicherheit im Autoverkehr") ermöglicht den Tempelbesuch im Drive-Thru-Verfahren.

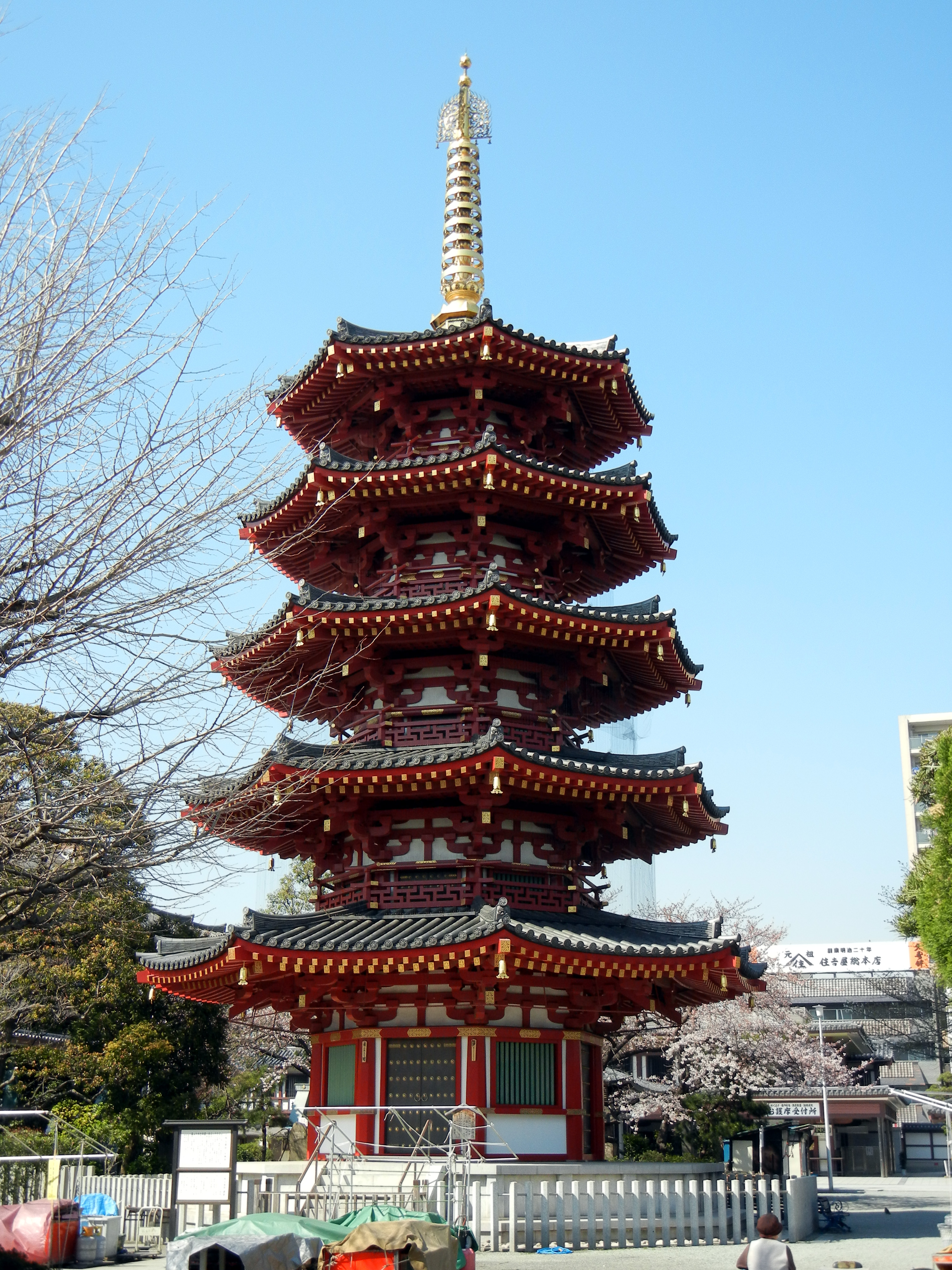
Pagode

Der Heiken-ji (japanisch 平間寺), im Volksmund oft auch Kawasaki-Daishi (川崎大師) ist ein buddhistischer Tempel im Kawasaki-ku der japanischen Stadt Kawasaki (Präfektur Kanagawa). Er ist der Haupttempel der Chizan-ha (智山派) des Shingi-Shingon (真言宗) der Shingon-shū. Sein Ruf, gläubigen Menschen großes Glück zu bringen, macht ihn zu einem der drei populärsten Tempel des Hatsumōde, während dessen ihn zwei bis drei Millionen Menschen aufsuchen.
Die Ursprünge des Tempels gehen zurück auf den Samurai Hirama Kanenori (平間 兼乗; Lebensdaten unbekannt) aus der Provinz Owari, der von seinem Herrn Minamoto no Yoshimitsu (新羅 三郎 源 義光, Shinra Saburō Minamoto no Yoshimitsu; 1045–1127) wegen einer (falschen) Anklage seines Standes enthoben wurde und als Rōnin durch das Land reiste und sich schließlich am Tama an der heutigen Bucht von Tokio als Fischer niederließ.
Der Legende nach soll Kanenori im Alter von 42 Jahren eines Nachts der Mönch Kōbō-Daishi im Traum erschienen sein und Kanenori bedeutet haben, eine von Kūkai selbst während seines Aufenthaltes in China angefertigte Kūkai-Statue mit seinem Fischernetz am Strand zu bergen.
Nachdem Kanenori getan haben soll, wie ihm geheißen, soll ihn der Priester Sonken (尊賢) vom Kōya-san Kongōbu-ji aufgesucht haben und mit ihm zusammen im dritten Jahr der Ära Daiji (大治), d. h. 1128, einen kleinen Tempel (der ursprüngliche Heiken-ji) für die Statue gebaut haben. Kanenori wurde später rehabilitiert und spendete aus Dankbarkeit die Hälfte des Einkommens von seinem Lehen an den Tempel.
Über die Jahrhunderte kam der Tempel in den Ruf, gläubigen Menschen besonderes Glück zu bringen. Er wurde jedoch erst in der späten Edo-Zeit populär, nachdem der Sitz des Bakufu in die unmittelbare Umgebung (nach Edo) verlegt wurde und der zweite Sohn des achten Tokugawa-Shōguns Tokugawa Yoshimune (1684–1751), Tokugawa Munetake (徳川宗武, auch Tayasu Munetake (田安宗武); 1716–1771) zum Patron des Tempels avancierte. Munetake hatte den Tempel im Jahr 1753 aufgesucht, um für seine Gemahlin zu beten, die kurz davor stand, 33 Jahre alt zu werden, ein dem traditionellen Aberglauben nach unglücksbringendes Alter (厄年, yakudoshi; 25 und 42 für Männer, 19 und 33 für Frauen). Munetakes Gemahlin verbrachte das Jahr ohne schlimme Zwischenfälle. Munetake besuchte den Tempel im Jahr 1756, um wegen seines eigenen Yakudoshi zu beten, und auch dieses Jahr war ein glückliches, weswegen Munetake sich fortan der finanziellen Unterstützung und der Lobpreisung des Tempels widmete. So besuchten schon bald die Shōgune während ihres Yakudoshi den Heiken-ji, um hier für Glück in diesem Jahr ihres Lebens zu beten.
Im Zweiten Weltkrieg wurde die hochindustrialisierte Gegend um Kawasaki durch amerikanische B-29-Bomber flächendeckend zerstört, wodurch auch der Tempel fast komplett vernichtet wurde. Auch die Bibliothek des Heiken-ji fiel den Bomben anheim, weswegen die geschichtlichen Ursprünge später wegen fehlender Dokumente nicht mehr detailliert rekonstruiert werden konnten.